# Albina Lóguinova
Albina Nikoláyevna Lóguinova (en ruso Альбина Николаевна Логинова; 7 de agosto de 1983) es una deportista rusa que compitió en tiro con arco, en la modalidad de arco compuesto.
Ganó cinco medallas en el Campeonato Mundial de Tiro con Arco al Aire Libre entre los años 2007 y 2013, y tres medallas en el Campeonato Mundial de Tiro con Arco en Sala, en los años 2012 y 2016.
Además, obtuvo ocho medallas en el Campeonato Europeo de Tiro con Arco al Aire Libre entre los años 2006 y 2016, y seis medallas en el Campeonato Europeo de Tiro con Arco en Sala entre los años 2008 y 2015.

## Palmarés internacional
| Campeonato Mundial al Aire Libre | Campeonato Mundial al Aire Libre | Campeonato Mundial al Aire Libre | Campeonato Mundial al Aire Libre |
| Año                              | Lugar                            | Medalla                          | Prueba                           |
| -------------------------------- | -------------------------------- | -------------------------------- | -------------------------------- |
| 2007                             | Leipzig (Alemania)               | Medalla de plata                 | Individual                       |
| 2009                             | Ulsan (Corea del Sur)            | Medalla de oro                   | Individual                       |
| 2009                             | Ulsan (Corea del Sur)            | Medalla de oro                   | Equipo                           |
| 2011                             | Turín (Italia)                   | Medalla de oro                   | Individual                       |
| 2013                             | Belek (Turquía)                  | Medalla de plata                 | Equipo mixto                     |
| Campeonato Mundial en Sala       |                                  |                                  |                                  |
| Año                              | Lugar                            | Medalla                          | Prueba                           |
| 2012                             | Las Vegas (Estados Unidos)       | Medalla de plata                 | Equipo                           |
| 2016                             | Ankara (Turquía)                 | Medalla de plata                 | Individual                       |
| 2016                             | Ankara (Turquía)                 | Medalla de plata                 | Equipo                           |
| Campeonato Europeo al Aire Libre |                                  |                                  |                                  |
| Año                              | Lugar                            | Medalla                          | Prueba                           |
| 2006                             | Atenas (Grecia)                  | Medalla de plata                 | Equipo                           |
| 2008                             | Vittel (Francia)                 | Medalla de oro                   | Equipo                           |
| 2010                             | Rovereto (Italia)                | Medalla de bronce                | Individual                       |
| 2010                             | Rovereto (Italia)                | Medalla de bronce                | Equipo                           |
| 2012                             | Ámsterdam (Países Bajos)         | Medalla de bronce                | Equipo mixto                     |
| 2014                             | Echmiadzin (Armenia)             | Medalla de oro                   | Equipo                           |
| 2014                             | Echmiadzin (Armenia)             | Medalla de plata                 | Equipo mixto                     |
| 2016                             | Nottingham (Reino Unido)         | Medalla de plata                 | Equipo                           |
| Campeonato Europeo en Sala       |                                  |                                  |                                  |
| Año                              | Lugar                            | Medalla                          | Prueba                           |
| 2008                             | Turín (Italia)                   | Medalla de oro                   | Equipo                           |
| 2010                             | Poreč (Croacia)                  | Medalla de bronce                | Equipo                           |
| 2011                             | Cambrils (España)                | Medalla de oro                   | Equipo                           |
| 2011                             | Cambrils (España)                | Medalla de plata                 | Individual                       |
| 2013                             | Rzeszów (Polonia)                | Medalla de plata                 | Equipo                           |
| 2015                             | Koper (Eslovenia)                | Medalla de oro                   | Equipo                           |